# الدوري البلجيكي الممتاز 2013-14
الدوري البلجيكي الممتاز 2013-14 (بالفرنسية: Championnat de Belgique de football 2013-2014)‏ هو الموسم 111 من  الدوري البلجيكي الممتاز. أقيم خلال الفترة 26 يوليو 2013 وحتى 18 مايو 2014، وكان عدد الأندية المشاركة فيه  16، وفاز فيه نادي رويال أندرلخت.